# Alloniscus thalassophilus
Alloniscus thalassophilus is een pissebed uit de familie Alloniscidae. De wetenschappelijke naam van de soort is voor het eerst geldig gepubliceerd in 1964 door Rioja.